# Giurgiu
Giurgiu é uma cidade e município da Roménia, no Județ (distrito) de Giurgiu, na Grande Valáquia, com 54 551	 habitantes (2021).

## População
| 1912   | 1930   | 1948   | 1956   | 1966   | 1977   | 1992   | 2002   | 2011   | 2021   |
| 20 629 | 31 016 | 30 197 | 32 613 | 39 199 | 51 440 | 74 191 | 69 587 | 54 655 | 54 551 |